# Sundagrodmun
Sundagrodmun (Batrachostomus cornutus) är en fågel i familjen grodmunnar.

## Utseende och läte
Sundagrodmunnen är en liten grodmun med lysande gula ögon. Båda könen har varierande fjäderdräkt, men hanen är igenomsnitt kraftigare tecknad och honan oftare rostfärgad. Vita teckningar på undersidan och vingarna varierar från mindre fjäll till större fläckar. Liknande malajgrodmunnen har mindre vitt i fjäderdräkten, medan både borneo- och sumatragrodmun dels har kortare stjärtar och förekommer dessutom på högre höjder. Sumatragrodmunnen har också mycket mer vitt på undersidan. Bland lätena hörs hårda och raspiga kraxanden, men även klara visslingar och korta rullande serier med hårda toner.

## Utbredning och systematik
Sundagrodmun delas in i två underarter med följande utbredning:
- Batrachostomus cornutus cornutus – förekommer på öarna Sumatra, Borneo, Bangka, Belitung och Banggi
- Batrachostomus cornutus longicaudatus – förekommer på Kangeanöarna (nordost om Java)

## Levnadssätt
Sundagrodmunnen förekommer i skogsområden i lågland och i förberg. Den hittas även i plantage och skogsbryn.

## Status
Arten har ett stort utbredningsområde och beståndet anses stabilt. Internationella naturvårdsunionen IUCN listar den därför som livskraftig (LC).